# ドリフティング・カウボーイズ
ザ・ドリフティング・カウボーイズ（The Drifting Cowboys）は、アメリカ合衆国のカントリー音楽史において伝説的存在であるハンク・ウィリアムズのバックを務めたバンド。ウィリアムズが活躍していた時期だけでも、何度かメンバーの交代があり、ウィリアムズの死後も、残ったメンバーを中心に各地のツアーを続け、今日まで元メンバーによる様々な音楽活動が続けられている。
最近の編成の一例として、ウィリアムズの娘であるジェット・ウィリアムズのツアーのバックをドリフティング・カウボーイズが務めたときには、オリジナル・ドリフティング・カウボーイズのスティール・ギター奏者ドン・ヘルムズ(Don Helms)がリーダーになっていた。「ハンクズ・ドリフターズ (Hank's Drifters)」と名乗る別の編成では、オリジナル・ドリフティング・カウボーイズのメンバーであったチェット・ホームズ（Clent Holmes）とピー・ウィー・ムールトリー（Pee Wee Moultrie）がフィーチャーされている。ムールトリー、ホームズ、ヘルムズの3人は、ドリフティング・カウボーイズのベーシストだったハーバート・"ラム"・ヨーク（Herbert "Lum" York）と、2004年にヨークが死去するまで、何度となく共演していた。
ドリフティング・カウボーイズのギタリストだったジョー・ペニントン（Joe Pennington）は、後にロカビリーの先駆者のひとりとなり、カントリー音楽やゴスペルの分野でツアーも録音もやり続けた。やはりドリフティング・カウボーイズのギタリストだったヒラス・バトラム（Hillous Butrum）は、後に音楽プロデューサーとして成功し、ミュージック・ビデオの分野を切り開いた。レイ・プライス（Ray Price）は、ウィリアムズの死後、短期間だったが、バンドをそのまま引き継いでしばらく活動した。